# Philipp Sohmer

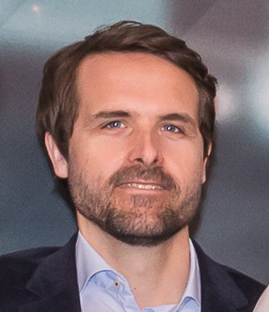
Philipp Sohmer (2018)

Philipp Sohmer (* 23. Juni 1975 in Bietigheim-Bissingen) ist ein deutscher Hörfunk- und Fernsehjournalist, sowie Sportkommentator.

## Werdegang
Sohmer studierte in Weingarten, Tuscaloosa und Hohenheim Lehramt und Journalistik. Er beendete sein Studium als Diplom-Journalist. Seit 1999 arbeitet Sohmer für den SWR als freier Mitarbeiter.
Für die ARD und den SWR ist Sohmer überwiegend für die Sportarten Fußball, Turnen, Skispringen und Motorsport zuständig.
Er kommentiert für die Sportschau Spiele in der Bundesliga, 2. Bundesliga und Dritten Liga. Außerdem ist er FIFA-Experte der ARD.
In der Sendung Sport Extra im SWR-Fernsehen kommt er als Live-Kommentator bei Fußballspielen und Turnwettkämpfen zum Einsatz.
Sohmer berichtet regelmäßig für die ARD von der Vierschanzentournee. Aufgrund des krankheitsbedingten Ausfalls von Reporter Tom Bartels kommentierte Sohmer am 3. Januar 2016 das 3. Springen der Vierschanzentournee 2015/16 am Bergisel in Innsbruck. Außerdem war er mehrfach Stadionmoderator beim Skisprung-Weltcup der Herren in Titisee-Neustadt sowie beim Weltcup der Damen in Oberstdorf.
Sohmer berichtete als Reporter und Kommentator von mehreren Olympischen Spielen und Fußball-Weltmeisterschaften.
Für seine Kommentierung der Entscheidungen im Gerätturnen bei den Olympischen Sommerspielen in London wurde er für den Deutschen Fernsehpreis 2012 nominiert. Bei den Olympischen Spielen 2016 in Rio de Janeiro kommentierte er unter anderem den Olympiasieg von Reck-Turner Fabian Hambüchen in dessen letzten internationalen Wettkampf.
Von 2007 bis 2017 kommentierte Sohmer die Rennen der DTM in der ARD, teilweise zusammen mit Manuel Reuter.
Seit Januar 2018 kommt Sohmer auch als Hörfunk-Reporter der ARD in der Bundesliga und 2. Bundesliga zum Einsatz.
Gemeinsam mit seinem SWR-Kollegen Jens Wolters ist er seit Anfang 2020 Host des SWR-Fußballpodcasts Steil!.
Seit November 2020 produziert Sohmer eigenständig den Podcast Fahrverbot – der lange Weg zum umweltfreundlichen Auto.
Philipp Sohmer ist verheiratet und hat zwei Söhne.